# Столяренко Микола Євгенович
Микола Євгенович Столяренко (рос. Николай Евгеньевич Столяренко; 27 вересня 1991, м. Ангарськ, СРСР) — російський хокеїст, нападник. Виступає за «Амур» (Хабаровськ) у Континентальній хокейній лізі.
Вихованець хокейної школи «Єрмак» (Ангарськ). Виступав за «Єрмак» (Ангарськ), «Єрмак-2» (Ангарськ), «Амурські Тигри» (Хабаровськ), «Амур» (Хабаровськ).